# Florian Nicolae
Florian Nicolae (n. 14 decembrie 1960

) este un deputat român, ales în 2012 din partea Partidului Social Democrat.